# Vidojka
Vidojka je  žensko osebno ime.

## Izvor imena
Ime Vidojka je različica ženskega osebnega imena Vida.

## Pogostost imena
Po podatkih Statističnega urada Republike Slovenije je bilo na dan 31. decembra 2007 v Sloveniji število ženskih oseb z imenom Vidojka: 42.

## Osebni praznik
Osebe z imenom Vidojka lahko godujejo takrat kot Vide.